# 元箱根石仏群

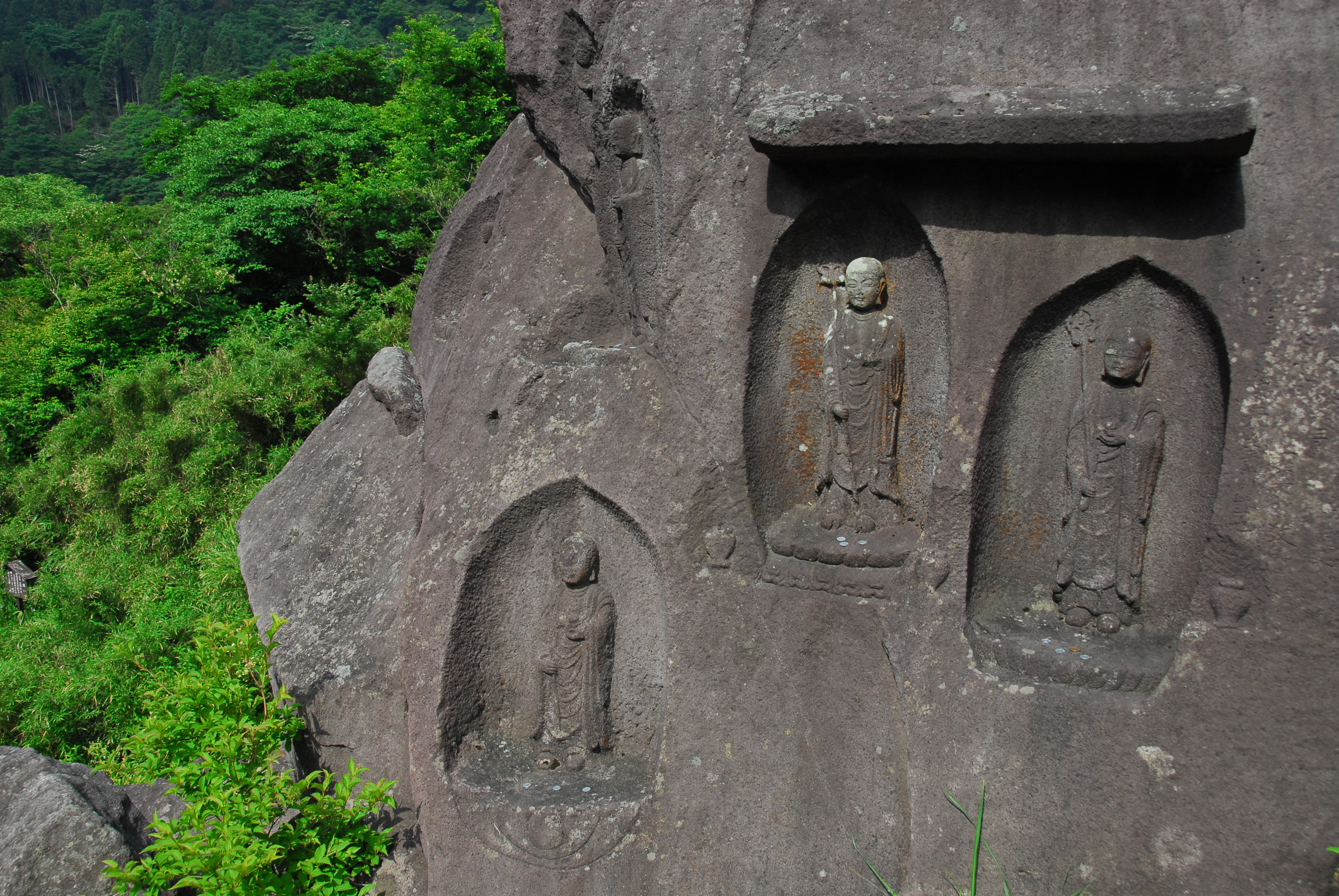
元箱根磨崖仏（「二十五菩薩」のうち2・3・4号像）

元箱根石仏群（もとはこねせきぶつぐん）は、神奈川県足柄下郡箱根町元箱根にある磨崖仏群。国の史跡および重要文化財に指定されている。

## 概要
二子山と箱根駒ヶ岳に挟まれた精進池付近の国道1号沿いに位置する。中核となるのは高さ3.2mの地蔵菩薩像「六道地蔵」で、他に北寄りに位置する「二十五菩薩」（実数は26体）および精進池の池畔の「火焚き地蔵」（3体）がある。また、付近には五輪塔3基と宝篋印塔1基がある。
現存する石仏は鎌倉時代後期の1293年（永仁元年）から1311年（応長元年）の間に造られたもので、当時の箱根峠沿いの街道筋に設置された。ところが、国道整備によって広い車道が築かれた結果、あたかも石仏群が分割されたような状況となっている。

## 石仏・石造物

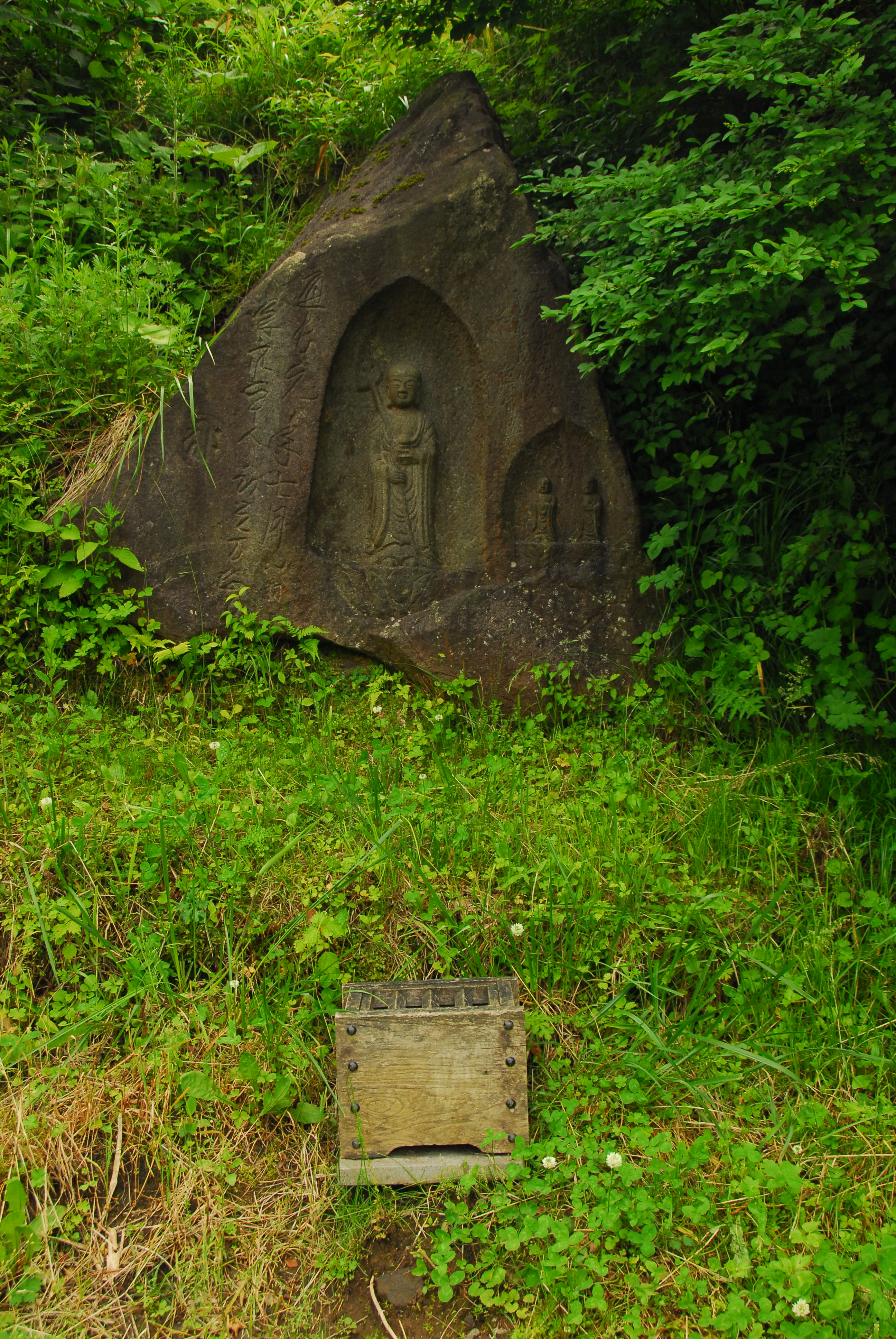
応長地蔵

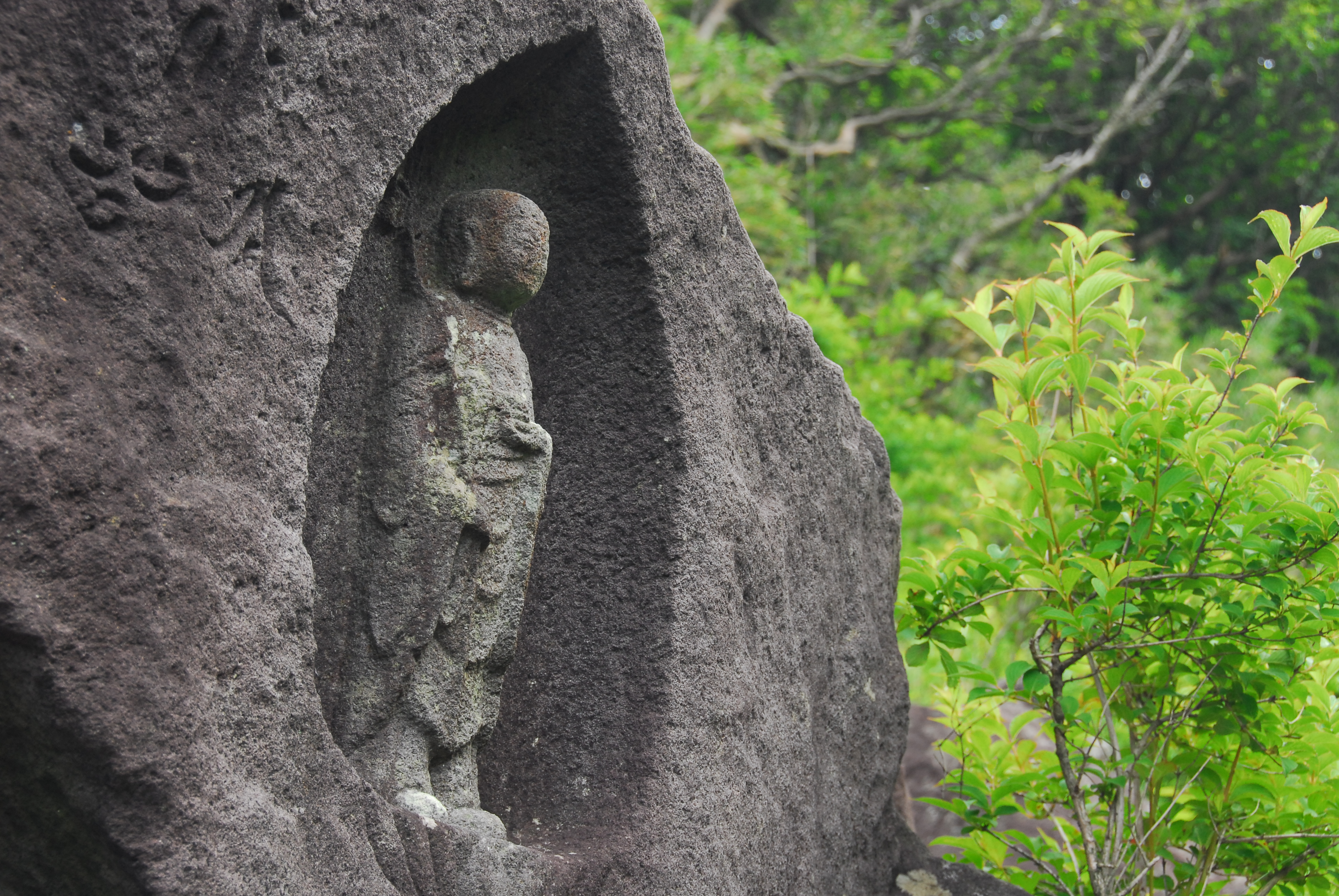
「二十五菩薩」のうち8号像

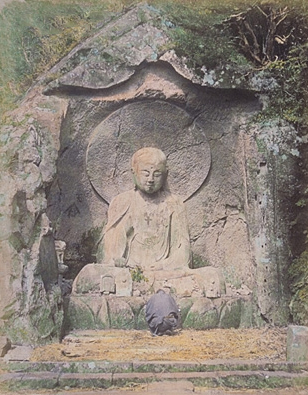
六道地蔵
精進池から国道1号を挟んで反対側（東側）にある磨崖仏。安山岩製、像高3.2メートルの地蔵菩薩坐像で、覆屋で保護されている。像に向かって左の岩面に正安元年（1299年）の刻銘がある。像は丸彫りに近く彫り出され、左手は膝前で宝珠を捧持する。右手は修理時の後補で、当初の形態は不明である。
応長地蔵（火焚地蔵）
国道1号の西側、精進池の近くにある磨崖仏で、三角形の岩の中央に龕をうがち、地蔵菩薩立像を表す。像の左右に刻銘があり、向かって左側の銘に応長元年（1311年）の年紀がある。向かって右にはやや小さめの龕内に追刻とみられる2体の地蔵菩薩立像を表す。近くには観応元年（1350年）銘の宝篋印塔残欠（通称八百比丘尼の墓）がある。
宝篋印塔
応長地蔵から芦の湯方面に進んだところに立つ、多田満仲の墓塔と伝承される石造宝篋印塔。基壇には格狭間内に永仁4年（1296年）の銘と正安2年（1300年）の追銘がある。永仁4年の銘には、大和国の大工（石工）である大蔵安氏が造立に携わったこと、鎌倉極楽寺の開山で真言律宗の僧である良観（忍性）が供養導師を務めたことが記されている。塔身には4面のうち3面に胎蔵曼荼羅の四仏の種子（梵字）を陰刻し、残り1面には蓮華座上に法界定印を結ぶ如来坐像を半肉彫で表す。
二十五菩薩像
宝篋印塔（伝多田満仲墓）からさらに芦の湯方面に進んだところにある、全部で26体の磨崖仏群。国道1号の西側にある安山岩の岩塊の東・南・西面の各所に龕をうがって23体が刻まれるほか、国道を挟んで東側の岩にも3体が刻まれている。「二十五菩薩」とは、浄土教系仏画等で西方極楽浄土から来迎する阿弥陀如来に随侍する観音菩薩、勢至菩薩など25体の菩薩群像を指すのが通例であるが、元箱根の二十五菩薩像は大部分が地蔵菩薩像で構成されている。群像中には阿弥陀如来立像1体、供養菩薩立像1体を含むが、他の24体はすべて地蔵菩薩立像である。4か所に銘があり、永仁元年および同3年（1293・1295年）の年紀がある。像高は西側の岩塊の西面にある阿弥陀如来立像がもっとも高く、約98cm、最小の像は約21cmである。
五輪塔
二十五菩薩像からさらに芦の湯方面に進んだところに立つ3基の石造五輪塔で、近接して立つ2基は曽我兄弟墓、やや離れて立つ1基は虎御前の墓と俗称されている。通称曽我兄弟の墓は、水輪に地蔵菩薩像を半肉彫りする。通称虎御前の墓には永仁3年（1295年）の銘があり、同年に地蔵講結縁衆によって建立されたことがわかる。
以上の石造物群は、製作年代が明らかで、鎌倉時代の石造美術品の基準作として貴重である。五輪塔の1つに忍性が導師を務めた旨の銘があること、宝篋印塔に地蔵講によって建立されたとあることから、造立の背景がうかがわれる。各石造物の間は遊歩道で結ばれ、精進池近くには石仏・石塔群保存整備記念館というガイダンス施設があり、歴史公園として整備されている。

## 文化財指定

### 史跡
- 元箱根石仏群 附:永仁三年在銘石造五輪塔・石造五輪塔・永仁四年在銘石造宝篋印塔（1941年10月3日指定）

### 重要文化財
元箱根磨崖仏は美術工芸品（彫刻）として、宝篋印塔と五輪塔は建造物として、それぞれ重要文化財に指定されている。磨崖仏群のうち地蔵菩薩坐像（六道地蔵）のみが国（文部科学省）の所有、他の29躯は箱根町の所有で、別件で重要文化財に指定されている。
- 元箱根磨崖仏 地蔵菩薩坐像1躯 正安二年庚子八月八日の刻銘がある（1974年6月8日指定、日本国所有）
- 元箱根磨崖仏 29躯（1974年6月8日指定、箱根町所有）
  - 地蔵菩薩立像24躯・阿弥陀如来立像1躯・供養菩薩立像1躯 永仁元年八月、同三年□（九）月等の刻銘がある
  - 地蔵菩薩立像3躯 応長元年七月八日の刻銘がある
- 五輪塔3基（1953年8月29日指定）
- 宝篋印塔1基（1961年3月23日指定）